# ماه (فیلم)
ماه (انگلیسی: Moon) فیلمی در ژانر علمی–تخیلی و ماجراجویی به کارگردانی دانکن جونز است که در سال ۲۰۰۹ منتشر شد. از بازیگران آن می‌توان به سام راکول و کوین اسپیسی اشاره کرد.

## داستان
پس از وقوع بحران نفت، شرکت «صنایع لونار» با ساختن ایستگاه «سارَنگ» در  سمت پنهان ماه برای استخراج سوخت جایگزین هلیوم-۳ ثروت هنگفتی به دست می‌آورد. این تأسیسات فقط به حضور یک انسان نیاز دارد تا عملیات را نگهداری کرده و کپسول‌های حاوی هلیوم-۳ را به‌سوی زمین پرتاب کند. «ساموئل بل» تنها دو هفته تا پایان قرارداد سه‌سالهٔ کاری‌اش در این پایگاه فاصله دارد. اختلال دائمی در ارتباطات باعث قطع تماس زنده با زمین شده و سام فقط گهگاه پیام‌های ضبط‌شده‌ای از همسرش «تس» دریافت می‌کند، که هنگام ترک او باردار بوده و دختری به نام «ایو» در راه داشته است.
سام به تدریج دچار توهم دیدن دختری نوجوان و مردی آشفته‌حال می‌شود. یکی از همین تصاویر خیالی حواس او را هنگام بازیابی یک کپسول پرت می‌کند و باعث می‌شود با ماه‌نوردش تصادف کند و بیهوش شود.
سام در درمانگاه پایگاه به هوش می‌آید و چیزی از تصادف به یاد نمی‌آورد. او مخفیانه گفت‌وگوی زندهٔ «گِرتی»، هوش مصنوعی کمکی‌اش را با مدیریت شرکت صنایع لونار می‌شنود؛ موضوعی که با وجود اختلال ارتباطی غیرممکن به نظر می‌رسد. شرکت به سام دستور می‌دهد در پایگاه بماند و اعلام می‌کند که یک تیم نجات برای تعمیرات اعزام خواهد شد. سام که مشکوک شده، وضع اضطراری ساختگی‌ای به راه می‌اندازد تا گرتی اجازه دهد از پایگاه خارج شود. او به محل تصادف می‌رود و در آن‌جا با نسخه‌ای بیهوش از خودش مواجه می‌شود. سامِ جدید، سام دیگر را به پایگاه منتقل کرده و به درمان او می‌پردازد. هر دو سام به این فکر می‌افتند که شاید یکی از آن‌ها شبیه‌سازی دیگری باشد. پس از مشاجره و درگیری، گرتی فاش می‌کند که هر دوی آن‌ها نسخه‌های کلون‌شده از سام اصلی هستند. گرتی، پس از تصادف، جدیدترین کلون را فعال کرده و او را متقاعد کرده بود که در آغاز قرارداد سه‌ساله‌اش است. خاطرات همسر و دختر نیز به صورت کاشته‌شده در ذهنش قرار گرفته‌اند.
دو سام منطقه را جست‌وجو می‌کنند و ایستگاه فرعی ارتباطی‌ای را در بیرون از محدودهٔ تأسیسات می‌یابند که جلوی تماس زنده با زمین را گرفته است. گرتی به سام مسن‌تر کمک می‌کند تا به فایل‌های ضبط‌شدهٔ نسخه‌های پیشین دسترسی پیدا کند؛ نسخه‌هایی که همگی هنگام پایان قراردادشان بیمار شده و از بین رفته‌اند. اندکی بعد، سام مسن‌تر یک انبار مخفی پیدا می‌کند که صدها نسخهٔ خفته از کلون‌ها در آن نگهداری می‌شود. صنایع لونار برای کاهش هزینهٔ آموزش و اعزام فضانورد جدید، از کلون‌های سام اصلی استفاده می‌کند و برای جلوگیری از تماس آن‌ها با زمین، به‌صورت عمدی پارازیت روی تماس زنده می‌فرستد. کلون‌ها گمان می‌کنند که در پایان قراردادشان به خواب زمستانی رفته و به زمین بازمی‌گردند، اما در واقع سوزانده می‌شوند.
سام مسن‌تر با ماشین ماه‌نوردی دیگر از محدودهٔ پارازیت عبور می‌کند و می‌کوشد با تس تماس بگیرد، اما به‌جای او دخترش ایو را می‌یابد که اکنون ۱۵ سال دارد و می‌گوید تس سال‌ها پیش درگذشته است. وقتی ایو پدرش را صدا می‌زند تا بگوید کسی دربارهٔ تس تماس گرفته، سام تماس را قطع می‌کند. در بازگشت، او هم دچار همان نشانه‌های تحلیل رفتن جسمی‌ای می‌شود که در دیگر کلون‌ها دیده شده بود.
دو سام درمی‌یابند که اگر تیم نجات با هر دوی آن‌ها روبه‌رو شود، هر دو را خواهد کشت. سام جدید گرتی را متقاعد می‌کند تا کلونی دیگر را بیدار کند، و نقشه می‌کشد تا این کلون جدید را در ماشین تصادفی‌شده رها کرده و سام مسن‌تر را با یکی از کپسول‌های هلیوم-۳ به زمین بفرستد. اما سام مسن‌تر که می‌داند کلون‌ها در پایان سه سال دچار فروپاشی جسمی می‌شوند، می‌داند که دیگر زمان زیادی ندارد. او پیشنهاد می‌دهد که خودش به ماشین تصادفی بازگردد و همان‌جا بمیرد تا شرکت به چیزی شک نکند، و سام جدید بگریزد.
با راهنمایی گرتی، سام جدید سامانه گرتی را بازراه‌اندازی می‌کند تا حافظه‌اش پاک شود. پیش از رفتن، او یکی از ماشین‌های استخراج را طوری برنامه‌ریزی می‌کند که با آنتن پارازیت برخورد کرده و آن را تخریب کند، تا ارتباط زنده با زمین برقرار شود. او همچنین یک کپسول هلیوم-۳ با خود به زمین می‌برد. سام مسن‌تر که در ماه‌نورد آسیب‌دیده مانده، تا زمان پرتاب سام جدید هوشیار است و آن را تماشا می‌کند. تیم نجات پس از یافتن کلون تازه‌بیدارشده در بخش درمان و جسد سام مسن‌تر در ماشین تصادفی، فریب می‌خورد. مدتی بعد، شهادت سام دربارهٔ فعالیت‌های صنایع لونار جنجال‌برانگیز می‌شود.